# Julie de Libran
Julie d'Abel de Libran (née le 23 février 1972 à Aix-en-Provence) est une créatrice de mode française.
Elle a travaillé pour des maisons de renommée internationale telles que Gianfranco Ferré, Gianni Versace, Prada où elle passe durant une dizaine d'années et Louis Vuitton avec Marc Jacobs. Elle est spécialisée dans le prêt-à-porter féminin, le sur-mesure, ainsi que la création pour les célébrités et l’évènementiel. Elle fonde en janvier 2014 sa propre marque à son nom.
En mai 2014 elle est nommée directrice artistique de la maison Sonia Rykiel qu'elle quitte après 5 ans. En juin 2019, elle annonce la première collection de sa marque Julie de Libran Paris.

## Biographie

### Enfance
Julie de Libran a grandi à Vernègues, un village proche des Baux-de-Provence. À l’âge de huit ans elle s’installe aux États-Unis avec sa famille ; elle y vit en Californie jusqu’à la fin des années 1980 : expérience qu'elle qualifie de « choc culturel ». Très jeune, elle développe son intérêt pour la mode, la création et le design et à l’adolescence elle commence à dessiner ses propres modèles qu’elle fait réaliser par une couturière.

### Famille
La famille Abel de Libran fait partie des familles subsistantes d'ancienne bourgeoisie française. Elle est originaire de Lambesc, en Provence. Elle y avait acquis la terre de Libran. Son auteur était notaire sous Louis XIV.

### Formation
En 1990, Julie de Libran part étudier le design et le patronage à l’Istituto Artistico dell’Abbigliamento Marangoni à Milan en Italie. Puis elle étudie le drapage à l’École de la chambre syndicale de la couture parisienne à Paris,.

### Carrière
De 1991 à 1994, elle travaille à Milan auprès de Gianfranco Ferré, sur les marques Gianfranco Ferré et Dior. Elle collabore avec Gianfranco Ferré sur ses collections de haute couture et elle dessine les collections des marques Oaks by Ferré et Ferré Jeans Collection.
En 1994 elle dessine à Paris les collections de prêt-à-porter féminin de Jean-Charles de Castelbajac.
En 1996 elle rejoint la marque Versace en Italie. Elle assiste Gianni Versace, puis Donatella Versace sur leurs collections de prêt-à-porter féminin et sur la marque de haute couture Atelier Collection dont les modèles sont présentés à Paris.
À partir de 1998 elle prend la direction de la création de la marque Prada. Pendant plus de dix ans elle est responsable du prêt-à-porter féminin, de la lingerie, ainsi que des célébrités et VIP. Travaillant auprès de Miuccia Prada elle aide à installer la marque italienne sur le segment des célébrités et de l’évènementiel. En 2003 elle s’occupe de la mise en place du studio et de l’atelier Prada à Paris,,. 
En 2008 elle s'installe à Saint-Germain-des-Prés et pendant six ans, elle est la directrice créative du prêt-à-porter féminin et directrice de studio de la marque Louis Vuitton. Elle travaille étroitement avec Marc Jacobs sur la création du prêt-à-porter féminin, et des accessoires, ainsi que sur les campagnes de publicité et les défilés. Elle est la créatrice de la ligne Icônes de l’été 2014, inspirée de la designer Charlotte Perriand, ainsi que des collections croisières et pré-automne. Le journal britannique The Telegraph l’appelle « l’arme secrète de Louis Vuitton ».
En 2014 elle est nommée à la tête de la direction artistique de Sonia Rykiel en remplacement du Canadien Geraldo da Conceicao. Elle y supervise toutes les gammes, y compris la ligne Sonia by Sonia Rykiel, les accessoires, les objets de décoration et vêtements pour enfants.
Sa première collection printemps-été 2015 pour Sonia Rykiel est présentée à Paris en septembre 2014,, les rayures et autres marques de fabrique de Sonia Rykiel, sont présentes. Sa pré-collection automne-hiver 2015, est présentée à New York en janvier de l'année suivante.
Son second défilé pour la collection automne-hiver 2015-2016 a lieu en mars 2015 dans la boutique Sonia Rykiel du 175 boulevard Saint Germain à Paris. Pour l'occasion, en collaboration avec l’éditeur Thomas Lenthal et l’artiste André, de son véritable nom André Saraïva, elle métamorphose la boutique en bibliothèque remplie de plus de 50 000 livres. En 2016 elle rend hommage à Sonia Rykiel, disparue en août, à travers un imprimé dessiné par l'artiste américaine Maggie Cardelus pour la collection automne-hiver . À l'été 2018, à l'invitation de la Chambre Syndicale de la haute couture, Julie de Libran présente L’Atelier, une ligne « couture », la première de la maison Sonia Rykiel. En septembre 2018 elle fait défiler sa collection printemps été 2019 allée Sonia Rykiel, inaugurée le soir même.
Le 14 mars 2019, l'entreprise de prêt-à-porter Sonia Rykiel annonce le départ de Julie de Libran de son poste de directrice artistique. Le 30 juin 2019, Julie de Libran présente sa première collection de robes couture sous son propre nom,,. Elle inscrit sa collection dans une démarche écoresponsable, chaque modèle étant réalisé sur commande et à partir de tissus d'archives afin d'éviter le gaspillage ,.
En décembre 2019, le comité de la Chambre syndicale de la Haute Couture annonce inviter Julie de Libran pour présenter sa collection lors de la semaine de la haute couture parisienne en janvier 2020.
En 2021, Julie de Libran conçoit une collection de bijoux avec les ateliers Goosens. Elle crée également une série de pièces de lingerie avec la maison Eres et collabore avec Charvet.